# Crisia grimaldi
Crisia grimaldi är en mossdjursart som beskrevs av Calvet 1911. Crisia grimaldi ingår i släktet Crisia och familjen Crisiidae. Inga underarter finns listade i Catalogue of Life.